# Reversina
La reversina és una molècula quimiosíntetica que induïx a la desdiferenciació, que és el procés clau de la regeneració epimòrfica en la naturalesa.

## Informació
Desenvolupada per Peter G. Schultz de l'Institut d'Investigacions Scripps ha identificat una petita molècula sintètica que pot induir a una cèl·lula experimentar desdiferenciació, per a anar cap enrere del desenvolupament del seu estat actual per a formar la seva pròpia cèl·lula precursora.
Aquest compost, anomenat reversina, fa que les cèl·lules que normalment estan programades per a formar músculs o qualsevol altre teixit a sotmetre's a la diferenciació inversa - retirada al llarg de la seva via de diferenciació i es transformen en cèl·lules precursores. Aquestes cèl·lules són pluripotents, és a dir, tenen el potencial per a convertir-se en diferents tipus de cèl·lules.

## Utilitats
La reversina representa una eina potencialment útil per a generar una oferta il·limitada de cèl·lules precursores, que posteriorment poden convertir-se en altres tipus cel·lulars, com os o cartílag. Aquest tipus d'enfocament té el potencial per a fer investigació amb cèl·lules mare més pràctic, diu Sheng Ding, Ph.D. "Això li permetrà obtenir cèl·lules mare com de les seves pròpies cèl·lules madures, evitant els problemes tècnics i ètics associats amb les cèl·lules mare embrionàries".